# Туре, Хамадун
Хамадун Туре (фр. Hamadoun Touré, род. 3 сентября 1953, Мали) — малийский инженер, Генеральный секретарь Международного союза электросвязи (МСЭ), специализированного учреждения ООН, занимающегося вопросами информационно-коммуникационных технологий, с января 2007 по декабрь 2014 года. С 2007 года работал над инициативой МСЭ «Соединим мир» и способствовал достижению Целей развития тысячелетия. В 2010 году Туре переизбран на второй четырёхлетний срок.
Активно содействовал серии мероприятий МСЭ «Соединим мир», первое из которых — «Соединим Африку» — прошло в Кигали, Руанда в 2007 году. Благодаря саммиту «Соединим Африку» было собрано $55 млрд заявленных инвестиций, связанных с улучшением телекоммуникационной инфраструктуры Африки в течение семи лет. В первые два года (2008—2009) $22 млрд было инвестировано в ИКТ-инфраструктуру, главным образом в мобильную связь.
Туре занимал должность заместителя сопредседателя Комиссии по широкополосной связи в интересах цифрового развития, организованной МСЭ и ЮНЕСКО в мае 2010 года; сопредседателями комиссии являлись президент Руанды Поль Кагаме и почётный пожизненный председатель Grupo Carso Карлос Слим Элу.
По состоянию на 2013 год также является членом Международного консультативного совета Международного многостороннего партнёрства против киберугроз (IMPACT).
В мае 2011 года Международный союз электросвязи назначил IMPACT исполнительным органом ООН по кибербезопасности. Туре и датук Мохд Нур Амин, председатель IMPACT, официально подписали в головном офисе МСЭ в Женеве протокол о договорённости.

## Биография
Хамадун Туре родился в 1953 году в Республике Мали. Учился в Ленинградском электротехническом институте связи (ЛЭИС; ныне СПбГУТ), получил магистерскую степень по электротехнике и степень кандидата наук в Московском техническом университете связи и информатики (МТУСИ). Туре был руководителем Бюро по развитию электросвязи МСЭ с 1998 по 2006 год. До прихода в МСЭ имел успешную карьеру в спутниковой индустрии. Также Туре является лицензированным радиолюбителем с позывным HB9EHT. Туре женат, имеет четверо детей и двое внуков.

## Награды
- Орден Почёта (10 апреля 2013 года, Молдавия) — в знак высокого признания особых заслуг в развитии и углублении сотрудничества между Международным союзом электросвязи и Республикой Молдова в области информационно-коммуникационных технологий[9]
- Медаль «Данк» (28 августа 2011 года, Кыргызстан) — за значительный вклад в развитие научно-технических связей и укрепление международного сотрудничества, в честь 20-летия независимости Кыргызской Республики[10]